# Protoptila salta
Protoptila salta is een schietmot uit de familie Glossosomatidae. De soort komt voor in het Neotropisch gebied.